# Нова Кастанија
Нова Кастанија (грч. Νέα Καστανιά, Неа Кастанија) је насељено место у општини Сервија у периферији Западна Македонија, Грчка. Према попису из 2021. године било је 453 становника.
Нова Кастанија се води као посебно насеље од 2013. године.